# 何家产
何家产（1917年—1977年），男，江西上犹人，中华人民共和国军事人物，中国人民解放军少将，曾任福州军区参谋长、中国人民解放军南疆军区副司令员、司令员，中国人民解放军新疆军区副参谋长、参谋长，在1962年的中印边境战争中指挥了阿克赛钦战役。